# Вајткон (Аризона)
Вајткон (енгл. Whitecone) насељено је место без административног статуса у америчкој савезној држави Аризона.

## Демографија
По попису из 2010. године број становника је 817.
| Група             | 2000.    | 2010.     |
| Белци             | 0 (0,0%) | 3 (0,4%)  |
| Афроамериканци    | 0 (0,0%) | 0 (0,0%)  |
| Азијати           | 0 (0,0%) | 3 (0,4%)  |
| Хиспаноамериканци | 0 (0,0%) | 26 (3,2%) |
| Укупно            | 0        | 817       |